# À travers le Morbihan 2002
À travers le Morbihan 2002, tredicesima edizione della corsa con questo nome e ventisettesima in totale, valida come evento UCI categoria 1.3, si svolse il 1º giugno 2002 su un percorso di 176,5 km. Fu vinta dal francese Laurent Lefèvre che giunse al traguardo con il tempo di 4h16'32", alla media di 41,281 km/h.
Partenza con 108 ciclisti, dei quali 16 portarono a termine il percorso.

## Ordine d'arrivo (Top 10)
| Pos. | Corridore           | Squadra         | Tempo    |
| ---- | ------------------- | --------------- | -------- |
| 1    | Laurent Lefèvre     | Jean Delatour   | 4h16'32" |
| 2    | Nicolas Vogondy     | F. des Jeux     | s.t.     |
| 3    | Stéphane Heulot     | Big Mat         | a 25"    |
| 4    | Eddy Lembo          | Saint-Quentin   | a 1'53"  |
| 5    | Stéphane Goubert    | Jean Delatour   | s.t.     |
| 6    | Bjørnar Vestøl      | EDS-Fakta       | a 2'00"  |
| 7    | Benoît Poilvet      | Crédit Agricole | a 2'04"  |
| 8    | Jean-Michel Tessier | Cofidis         | a 2'11"  |
| 9    | Vincent Templier    | Saint-Quentin   | a 2'13"  |
| 10   | Lilian Jégou        | Francia         | a 6'45"  |